# Stichopogon trifasciatus
Stichopogon trifasciatus là một loài ruồi trong họ Asilidae. Stichopogon trifasciatus được Say miêu tả năm 1823.